# Simbario
Simbario is een gemeente in de Italiaanse provincie Vibo Valentia (regio Calabrië) en telt 1076 inwoners (31-12-2004). De oppervlakte bedraagt 19,3 km², de bevolkingsdichtheid is 57 inwoners per km².

## Demografie
Simbario telt ongeveer 470 huishoudens. Het aantal inwoners daalde in de periode 1991-2001 met 12,5% volgens cijfers uit de tienjaarlijkse volkstellingen van ISTAT.
| Jaar | Inwoneraantal |
| ---- | ------------- |
| 1991 | 1237          |
| 2001 | 1082          |

## Geografie
Simbario grenst aan de volgende gemeenten: Brognaturo, Cardinale (CZ), Pizzoni, Sorianello, Spadola, Torre di Ruggiero (CZ), Vallelonga, Vazzano.